# 2038
Évszázadok: 20. század – 21. század – 22. század
Évtizedek: 1980-as évek – 1990-es évek – 2000-es évek – 2010-es évek – 2020-as évek – 2030-as évek – 2040-es évek – 2050-es évek – 2060-as évek – 2070-es évek – 2080-as évek
Évek: 2033 – 2034 – 2035 – 2036 –  2037 – 2038 – 2039 – 2040 – 2041 – 2042 – 2043

## Várható események

### Határozott dátumú események
- január 19. – A 2038-probléma következtében olyan számítógépes rendszerek, amik előjeles 32 bites Unix-rendszert használnak időszámításra, meghibásodnak.

### Határozatlan dátumú események
- június–július – Megrendezik a 2038-as labdarúgó-világbajnokságot, mint az utolsó tornát, amelyen átadják az 1974-ben bevezetett FIFA világbajnoki trófeát.
- december – A New Horizons űrszonda 100 csillagászati egységre lesz a Naptól.[1]

## Az év témái

### 2038 sporteseményei
- 2038-as téli olimpiai játékok
- 2038-as labdarúgó-világbajnokság